# Американо-бурундийские отношения
Американо-бурундийские отношения — двусторонние дипломатические отношения между США и Бурунди.

## История
Соединенные Штаты установили дипломатические отношения с Бурунди в 1962 году, после обретения ей независимости от Бельгии. С 1993 по 2005 год в Бурунди была гражданская война по причине межэтнической напряжённости. В 2010 году в Бурунди прошли демократические президентские выборы. Правительство США помогает Бурунди в создании политической системы на основе демократических принципов, устойчивого экономического развития и уважения прав человека. В долгосрочной перспективе Соединенные Штаты стремятся укрепить процесс внутреннего примирения и демократизации Бурунди, а также содействуют её интеграции в региональные и международные рынки.

## Двусторонние экономические отношения
Экспорт США в Бурунди: фармацевтические препараты, хлебобулочные изделия, одежда и пшеница. Основной импорт из Бурунди в США — кофе. Бурунди имеет право на льготы в торговле с США в рамках программы Африканского экономического роста и возможностей. У Соединенных Штатов подписано торговое соглашение с Восточноафриканским сообществом.